# 徳山線 (北朝鮮)
徳山線（トクサンせん）は、朝鮮民主主義人民共和国平壌直轄市江東郡にある松街駅から徳山駅までを結ぶ鉄道路線である。

## 路線データ
- 路線距離：松街 - 徳山間1.7km
- 駅数：2（両端駅を含む）
- 軌間：1435mm
- 電化区間：なし
- 複線区間：なし

## 駅一覧
- 駅所在地は全線平壌直轄市江東郡内。

| 駅名   | 駅名   | 駅名   | 駅間キロ (km) | 累計キロ (km) | 接続路線             |
| 日本語 | 朝鮮語 | 英語   | 駅間キロ (km) | 累計キロ (km) | 接続路線             |
| ------ | ------ | ------ | ------------- | ------------- | -------------------- |
| 松街駅 | 송가역 | Songga | 0.0           | 0.0           | 北朝鮮鉄道省：平徳線 |
| 徳山駅 | 덕산역 | Tŏksan | 1.7           | 1.7           |                      |